# Ice Ages
Ice Ages to jednoosobowy projekt muzyczny, rozpoczęty w 1994 roku przez Richarda Lederera, członka grup Summoning i Die Verbannten Kinder Evas.
Podczas gdy muzyka Summoning to epic black metal zainspirowany twórczością J.R.R. Tolkiena, a Die Verbannten Kinder Evas to neoklasyczny darkwave, Ice Ages prezentuje muzykę bardziej mroczną i agresywną, która gatunkowo reprezentuje styl dark electro/industrial, z wpływami EBM i darkwave.
Nazwę Ice Ages wymyślił Ashley Dayour z zespołu Whispers in the Shadow.
27 czerwca 2008 roku, po 8 latach przerwy, ukazał się trzeci album Ice Ages, zatytułowany Buried Silence.
9 kwietnia 2019 roku został opublikowany album Nullify.

## Dyskografia
- Strike the Ground – 1997
- This Killing Emptiness – 2000
- Buried Silence – 2008
- Nullify – 2019